# Reza Asadi
Reza Asadi (persisch رضا اسدی Rezā Asadī; * 17. Januar 1996 in Gorgan) ist ein iranischer Fußballspieler.

## Karriere
Asadi begann seine Karriere beim Sepahan FC. Zur Saison 2015/16 rückte er in den Profikader von Sepahan, kam allerdings zu keinem Einsatz. Zur Saison 2016/17 wechselte er zum Ligakonkurrenten Naft Teheran. Sein Debüt für Naft in der Persian Gulf Pro League gab er im Oktober 2016, als er am neunten Spieltag jener Saison gegen Zob Ahan Isfahan in der Startelf stand. Im Dezember 2016 erzielte er bei einem 1:1-Remis gegen den Gostaresh Foulad FC sein erstes Tor in der höchsten iranischen Spielklasse. In der Saison 2016/17 kam er insgesamt zu 14 Einsätzen in der Pro League, in denen er drei Tore erzielte.
Zur Saison 2017/18 schloss er sich dem Ligakonkurrenten Saipa Teheran an. In seiner ersten Spielzeit bei Saipa absolvierte Asadi 29 Erstligaspiele und erzielte zwei Tore, in der Saison 2018/19 folgten 23 weitere Einsätze, in denen er fünf Treffer machte. Zur Saison 2019/20 schloss er sich Tractor Sazi Täbris an. Für Tractor spielte er in jener Saison 26 Mal in der Pro League und erzielte fünf Treffer.
Im Oktober 2020 wechselte er nach Österreich zum SKN St. Pölten, bei dem er einen bis Juni 2022 laufenden Vertrag erhielt. Für den SKN kam er zu insgesamt sechs Einsätzen in der Bundesliga. Nach dem Abstieg der St. Pöltner aus der Bundesliga am Ende der Saison 2020/21 verließ er den Verein.
Daraufhin kehrte er im August 2021 in den Iran zurück und schloss sich dem FC Persepolis an.